# 구글 사이언스 페어

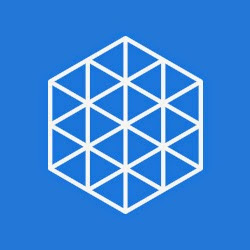
공식 로고

구글 사이언스 페어(Google Science Fair)는 구글, 레고, 버진 갤럭틱, 내셔널 지오그래픽 및 사이언티픽 아메리칸이 후원하는 전 세계(쿠바, 이란, 북한, 수단, 미얀마/버마, 시리아, 짐바브웨 및 기타 미국 제재 국가 제외) 온라인 과학 경시 대회이다. 2011년부터 2018년까지 매년 열리는 행사였다.
첫 번째 구글 과학 경시 대회는 2011년 1월에 발표되었다. 출품작 마감일은 2011년 4월 7일이며 심사는 2011년 7월에 이루어진다. 대회는 전 세계 13세에서 18세 사이의 학생들이 참가할 수 있으며, 가설을 세우고 실험을 수행한 다음 결과를 발표한다.  모든 학생들은 참여하기 위해 인터넷 연결과 무료 구글 계정이 있어야 하며 프로젝트는 영어, 독일어, 이탈리아어, 스페인어 또는 프랑스어로 작성되어야 한다. 최종 제출물에는 요약, "About Me" 페이지, 프로젝트 단계 및 인용된 작업 페이지인 10개의 섹션이 포함되어야 한다. 출품작은 학생의 프레젠테이션, 질문, 가설, 연구, 실험, 데이터, 관찰 및 결론을 포함하는 8가지 핵심 기준에 따라 심사된다. 결선 진출자 3명에게 상품이 수여된다. 대상에는 내셔널 지오그래픽의 갈라파고스 제도 여행과 미화 50,000달러의 장학금이 포함된다. 결선 진출자는 미화 15,000달러의 장학금과 후원 단체로부터 다양한 패키지를 받게 된다. 래리 페이지와 세르게이 브린은 스탠포드 대학교에서 박사 과정을 밟고 있을 때 1996년 1월 연구 프로젝트로 구글을 만들었다. 구글 직원인 톰 올리베리(Tom Oliveri)는 "과학 박람회는 학생들이 과학을 통해 비전과 호기심을 탐구하도록 돕는다. 우리 회사는 실험을 기반으로 설립되었다. 우리는 과학이 세상을 바꿀 수 있다고 굳게 믿는다"라고 회사의 초창기를 강조했다. 2019년 10월 28일 현재 다음 구글 사이언스 페어에 대한 세부 정보가 공개되지 않았다.

## 같이 보기
- 사이언스 페어